# 菩提伽耶
菩提伽耶（羅馬化：Bodh-gayā），又稱佛陀伽耶，位于今印度比哈爾邦巴特那（Patna）城南约150公里处，是释迦牟尼的悟道成佛处。已成为佛教徒心中的圣地，也是佛教四大圣地之一。中国古代高僧法显和玄奘先后记载了菩提伽耶的历史。菩提伽耶的摩訶菩提寺2002年被列为世界遗产。

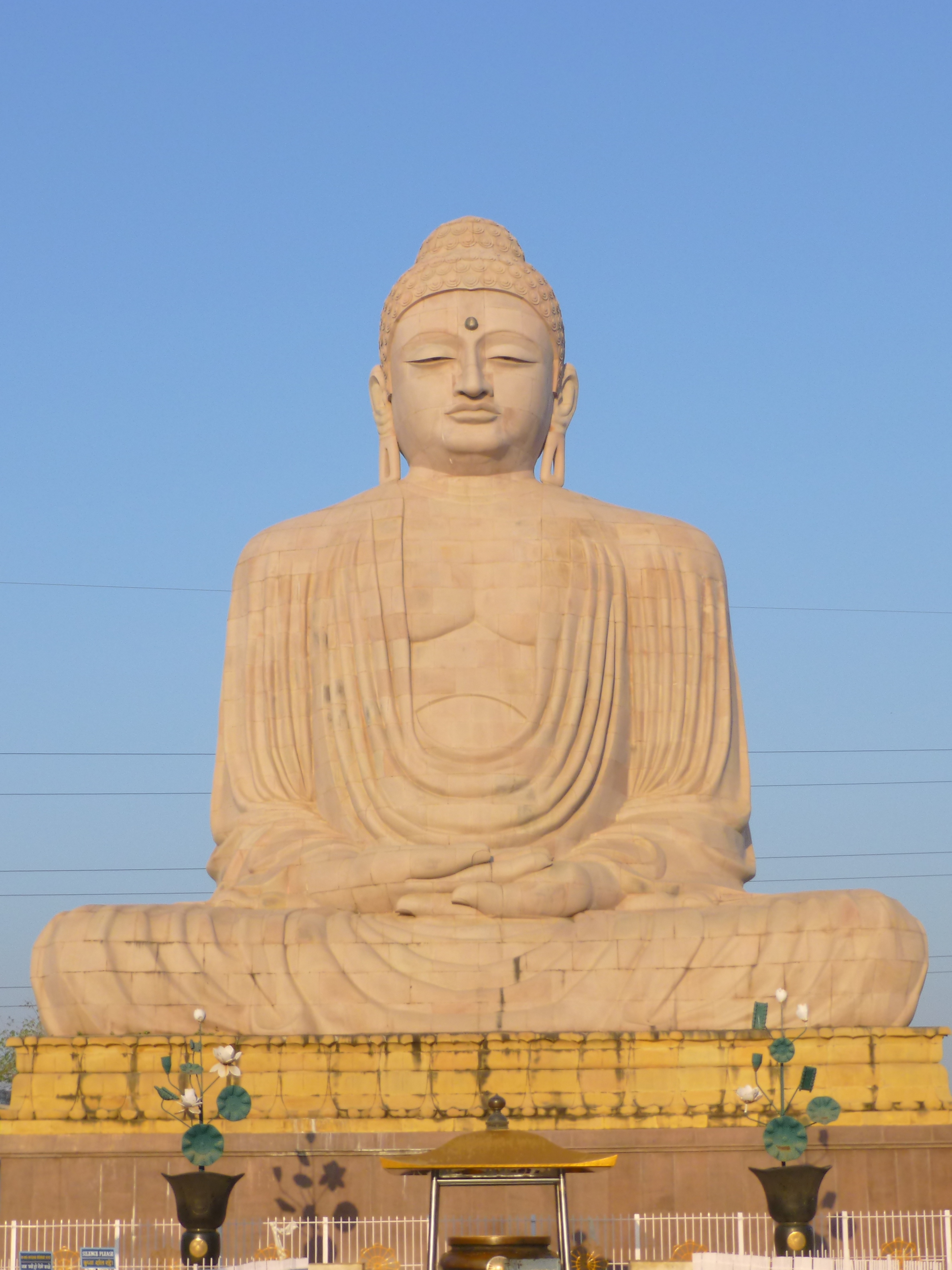
菩提伽耶大佛

释迦牟尼的诞生地蓝毗尼园、悟道之处菩提伽耶、第一次五比丘讲说佛法的鹿野苑以及涅槃之地的拘尸那羅合称为四大圣地。菩提伽耶是四大圣地中最具重要意义的圣地，位于印度巴特那城南150公里处，由寺和塔组成。相传佛教创始人释迦牟尼在此修行获得觉悟，故该地被佛教徒尊为朝拜圣地。
菩提伽耶金刚宝座塔的主塔高约50米，形如金字塔，底部为边长15米的正方形，向上逐渐收缩，顶部呈圆柱形，上立一铜制螺旋形圆顶。塔底一层四角竖有4个与大塔营式相同的小金字塔。大塔东门两旁辟有佛龛，立贴金佛像数座。其余三面为高2米的石栏杆，共60根，係公元前5－公元2世纪的作品，现藏于各地博物馆，只有复制品放在野外、塔西侧是著名的大菩提树，据说佛陀即在此树下得道成佛，故受到佛教徒敬仰，其枝也曾多次被折，代表佛陀送往世界各地的佛寺供养，繁衍滋生。原树已在1870年被大风刮倒，现在的树据说是原树的「曾孙」。现树下立有红砂石板金刚座，以指示佛陀成道处和表示佛的智慧。围绕大塔还有百塔、牧女善生供奉乳糜和释迦牟尼影窟等遗址，以及各国僧侣在此修建的泰国寺、缅甸寺、斯里兰卡寺、日本寺、中国汉式和藏式等不同风格的寺院，展现了各国建筑艺术的风姿，是世界佛教建筑的苦学之地。

## 历史
释迦牟尼当在附近的森林里苦修6年，形容枯槁，精疲力竭，但还是未悟得解脱之道。于是他放弃苦修，喝了牧羊女奉献的乳糜之后，来到了菩提伽耶，在一棵大菩提树下打坐静思，发誓如若不能大彻大悟，终身不起。冥想了三天三夜后，突然得以觉悟，找到了解脱之道。然后在附近继续思考了七七四十九天，之后他就开始传道了(初轉法輪)。

## 摩诃菩提寺
菩提伽耶最著名的佛寺是「摩訶菩提寺」，曾于11世纪时修缮，佛教在印度衰亡后，寺塔曾一度由印度教徒管理。20世纪初斯里兰卡僧人达磨波罗在印度复兴佛教，上诉法院要求收回佛教徒管理祖庭的权利，法院裁决由佛教徒和印度教徒共同管理。现摩訶菩提寺内供奉贴金佛像数等，常住喇嘛数十人，一些国内外佛教组织也在此设有分支机构。1970年建立的全印比丘僧伽大会总部也设于此。菩提伽耶是现今印度佛教圣地中保存较完整的遗迹之一。古代中国许多前往印度礼佛的僧人都曾到此停留，将当时的盛况载之于书，近代又在此发现五方北来的汉文碑刻，弥足珍贵。现在每年前往圣地礼佛的各国佛教界人土和旅遊者络绎不绝，已成为世界佛教徒向往的圣地和著名的宗教名胜，有着重要的影响。圣地附近还有著名的毗湿奴庙、湿婆庙等古老的印度教寺庙和一些耆那教石窟等。

## 相册
- 菩提伽耶的金剛寶座塔
- 菩提伽耶寺內的佛像
- 公元1810年菩提伽耶的菩提樹下的精舍
- 公元1780年菩提伽耶的金剛寶座塔